# Campo Largo
Campo Largo est une ville brésilienne de l'est de l'État du Paraná. Elle se situe par 24° 42' 50" de latitude sud et par 53° 44' 34" de longitude ouest, à une altitude de 856 mètres. Sa population était estimée à 107 756 habitants en 2006. La municipalité s'étend sur 1 249 km².